# Campionati mondiali di snowboard 2001
I Campionati mondiali di snowboard 2001 si sono svolti a Madonna di Campiglio, in Italia, fra il 23 ed il 28 gennaio 2001.

## Risultati

### Uomini

#### Parallelo
| Posizione | Atleta            | Nazione  |
| --------- | ----------------- | -------- |
| 1         | Gilles Jaquet     | Svizzera |
| 2         | Daniel Biveson    | Svezia   |
| 3         | Stefan Kaltschütz | Austria  |

Data: 26 gennaio 2001

#### Gigante parallelo
| Posizione | Atleta          | Nazione     |
| --------- | --------------- | ----------- |
| 1         | Nicolas Huet    | Francia     |
| 2         | Mathieu Chiquet | Francia     |
| 3         | Anton Pogue     | Stati Uniti |

Data: 24 gennaio 2001

#### Slalom gigante
| Posizione | Atleta             | Nazione  |
| --------- | ------------------ | -------- |
| 1         | Jasey Jay Anderson | Canada   |
| 2         | Dejan Kosir        | Slovenia |
| 3         | Walter Feichter    | Italia   |

Data: 22 gennaio 2001

#### Snowboardcross
| Posizione | Atleta              | Nazione  |
| --------- | ------------------- | -------- |
| 1         | Guillaume Nantermod | Svizzera |
| 2         | Markus Ebner        | Germania |
| 3         | Alexander Maier     | Austria  |

Data: 28 gennaio 2001

#### Halfpipe
| Posizione | Atleta           | Nazione   |
| --------- | ---------------- | --------- |
| 1         | Kim Christiansen | Norvegia  |
| 2         | Daniel Franck    | Norvegia  |
| 3         | Markus Hurme     | Finlandia |

Data: 27 gennaio 2001

### Donne

#### Slalom Parallelo
| Posizione | Atleta          | Nazione |
| --------- | --------------- | ------- |
| 1         | Karine Ruby     | Francia |
| 2         | Isabelle Blanc  | Francia |
| 3         | Carmen Ranigler | Italia  |

Data: 26 gennaio 2001

#### Gigante parallelo
| Posizione | Atleta          | Nazione     |
| --------- | --------------- | ----------- |
| 1         | Ursula Bruhin   | Svizzera    |
| 2         | Rosey Fletcher  | Stati Uniti |
| 3         | Manuela Riegler | Austria     |

Data: 24 gennaio 2001

#### Slalom gigante
| Posizione | Atleta                      | Nazione |
| --------- | --------------------------- | ------- |
| 1         | Karine Ruby                 | Francia |
| 2         | Isabelle Blanc              | Francia |
| 3         | Dagmar Mair unter der Eggen | Italia  |

Data: 23 gennaio 2001

#### Snowboardcross
| Posizione | Atleta           | Nazione |
| --------- | ---------------- | ------- |
| 1         | Karine Ruby      | Francia |
| 2         | Emmanuelle Duboc | Francia |
| 3         | Dominique Vallée | Canada  |

Data: 28 gennaio 2001

#### Halfpipe
| Posizione | Atleta              | Nazione   |
| --------- | ------------------- | --------- |
| 1         | Doriane Vidal       | Francia   |
| 2         | Stine Brun Kjeldaas | Norvegia  |
| 3         | Sari Grönholm       | Finlandia |

Data: 27 gennaio 2001

## Medagliere per nazioni
| Nazione     | Oro | Argento | Bronzo | Totale |
| ----------- | --- | ------- | ------ | ------ |
| Francia     | 5   | 4       | 0      | 9      |
| Svizzera    | 3   | 0       | 0      | 3      |
| Norvegia    | 1   | 2       | 0      | 3      |
| Canada      | 1   | 0       | 1      | 2      |
| Stati Uniti | 0   | 1       | 1      | 2      |
| Germania    | 0   | 1       | 0      | 1      |
| Svezia      | 0   | 1       | 0      | 1      |
| Slovenia    | 0   | 1       | 0      | 1      |
| Italia      | 0   | 0       | 3      | 3      |
| Austria     | 0   | 0       | 3      | 3      |
| Finlandia   | 0   | 0       | 2      | 2      |